# Нуэво-Морелос (муниципалитет)
Нуэво-Морелос (исп. Nuevo Morelos) — муниципалитет в Мексике, штат Тамаулипас с административным центром в одноимённом посёлке. Численность населения, по данным переписи 2010 года, составила 3381 человек.

## Общие сведения
Название Nuevo Morelos дано в честь национального героя Мексики — Хосе Мария Морелоса.
Площадь муниципалитета равна 303 км², что составляет 0,38 % от общей площади штата, а наивысшая точка — 323 метра, расположена в поселении Ла-Альберка.
Нуэво-Морелос граничит с другими муниципалитетами штата Тамаулипас: на севере с Окампо, и на востоке с Антигуо-Морелосом, а также на юге и западе граничит с другим штатом Мексики — Сан-Луис-Потоси.

## Учреждение и состав
Муниципалитет был образован в 1921 году, в его состав входит 45 населённых пунктов, самые крупные из которых:
| Код INEGI | Населённый пункт                                                                         | Численность населения (2005 год) | Численность населения (2010 год) |
| --------- | ---------------------------------------------------------------------------------------- | -------------------------------- | -------------------------------- |
| 028       | Всего                                                                                    | 3051                             | 3381                             |
| 0001      | Нуэво-Морелос (исп. Nuevo Morelos) 22°32′00″ с. ш. 99°13′10″ з. д.                       | 1975                             | 2234                             |
| 0022      | Санта-Крус-дель-Торо (исп. Santa Cruz del Toro) 22°29′36″ с. ш. 99°14′51″ з. д.          | 276                              | 260                              |
| 0052      | Ампльясьон-де-ла-Реформа (исп. Ampliación de la Reforma) 22°28′19″ с. ш. 99°13′44″ з. д. | 212                              | 232                              |
| 0091      | Вивамос-Мехор (исп. Vivamos Mejor) 22°32′58″ с. ш. 99°13′00″ з. д.                       | н/д                              | 185                              |
| 0057      | Эмилиано-Сапата (исп. Emiliano Zapata) 22°27′04″ с. ш. 99°12′13″ з. д.                   | 113                              | 127                              |
| 0076      | Эмилиано-Сапата-2 (исп. Emiliano Zapata Dos) 22°26′55″ с. ш. 99°09′53″ з. д.             | 151                              | расселено                        |

## Экономика
По статистическим данным 2000 года, работоспособное население занято по секторам экономики в следующих пропорциях: сельское хозяйство, скотоводство и рыбная ловля — 60,9 %, промышленность и строительство — 10,2 %, сфера обслуживания и туризма — 27,4 %, прочее — 1,5 %.

## Инфраструктура
По статистическим данным 2010 года, инфраструктура развита следующим образом:
- электрификация: 96 %;
- водоснабжение: 91 %;
- водоотведение: 80,5 %.